# .ps
.ps — национальный домен верхнего уровня, официально присвоенный Государству Палестина. Он находится в ведении Палестинского национального агентства по присвоению имен в Интернете.
Регистрации обрабатывают сертифицированные регистраторы.
Интернационализированный домен верхнего уровня с кодом страны для Государства Палестина — это .فلسطين, который в Punycode представлен как .xn--ygbi2ammx.

## Домены второго уровня
Регистрация может производиться как на втором уровне, так и на нескольких доменных именах третьего уровня:
- .ps : открыт для всех[4]
- com.ps, net.ps, org.ps: без ограничений
- edu.ps: Образовательные учреждения.
- gov.ps: учреждения ПНА и Правительства.
- sch.ps: палестинские школы

## Омонимичные домены
Он также использовался для омонимичных доменов, например, meetu.ps для встреч на веб-сайте Meetup и Университетом Мэриленда как ter.ps.